# زوران یلیکیچ
زوران یلیکیچ (انگلیسی: Zoran Jelikić؛ زادهٔ ۴ اوت ۱۹۵۳) بازیکن فوتبال اهل یوگسلاوی بود.
از باشگاه‌هایی که در آن بازی کرده‌است می‌توان به باشگاه فوتبال استاندارد لیژ اشاره کرد.
وی همچنین در تیم ملی فوتبال یوگسلاوی بازی کرده‌است.